# Colom imperial de cap rosat
El colom imperial de cap rosat  (Ducula rosacea) és una espècie d'ocell de la família dels colúmbids (Columbidae) que habita zones boscoses a petites illes del Mar de Java i les illes Petites de la Sonda.